# Alejandría
Alejandría – miasto w Kolumbii, w departamencie Antioquia.